# Charles M. Floyd
Charles Miller Floyd, född 5 juni 1861 i Derry i New Hampshire, död 3 februari 1923 i Manchester i New Hampshire, var en amerikansk politiker (republikan). Han var New Hampshires guvernör 1907–1909.
Floyd efterträdde 1907 John McLane som guvernör och efterträddes 1909 av Henry B. Quinby.